# تاپلینانو
تاپلینانو (به ایتالیایی: Tapogliano) یک منطقهٔ مسکونی در ایتالیا است که در کامپولونیو تاپولیانو واقع شده‌است. تاپلینانو ۵٫۰ کیلومتر مربع مساحت و ۴۵۲ نفر جمعیت دارد.